# Margarete Teschemacher
Margarete Teschemacher (Cologne, 3 mars 1903 - Bad Wiessee, 19 mai 1959) était une soprano allemande.

## Biographie
Elle étudie le chant dans sa ville natale et y débute en 1923, en Ruth dans Die toten Augen d'Eugen d'Albert. L'année suivante, elle connait son premier succès en Micaela dans Carmen.
Elle chante alors à Aix-la-Chapelle (1925-26), Dortmund (1926-28), Mannheim (1928-30), Stuttgart (1930-34), Dresde (1934-36), Hambourg (1937-40), Dusseldorf (1947-52), elle est aussi invitée à Berlin et Munich.
Elle crée le rôle-titre dans Daphne de Richard Strauss en 1938, et Miranda dans Die Zauberinsel de Heinrich Sutermeister en 1942.
À l'étranger, elle parait notamment à Vienne, Salzbourg, Londres, Barcelone, Chicago, Buenos Aires, etc.
Soprano lirico-spinto, Teschemacher possédait une voix chaude et ample, et une bonne présence scénique. Son vaste répertoire incluait Comtesse Almaviva, Donna Elvira, Agathe, Elisabeth, Elsa, Eva, Sieglinde, Marguerite, Aida, Jenufa, La fanciulla del west, Arabella, Francesca da Rimini, etc.
Elle était également très appréciée en concert et comme soloiste dans les  oratorios.

## Sources
- Operissimo.com (Biographie en allemand)